# Murdannia keisak
Murdannia keisak är en himmelsblomsväxtart som först beskrevs av Justus Carl Hasskarl, och fick sitt nu gällande namn av Hand.-mazz. Murdannia keisak ingår i släktet Murdannia och familjen himmelsblomsväxter. Inga underarter finns listade.

## Bildgalleri

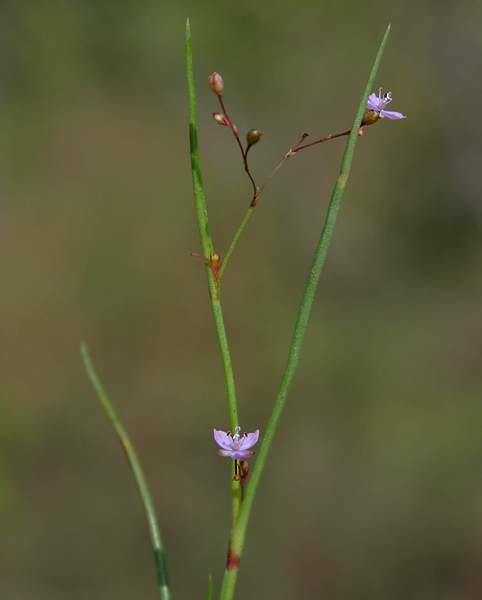
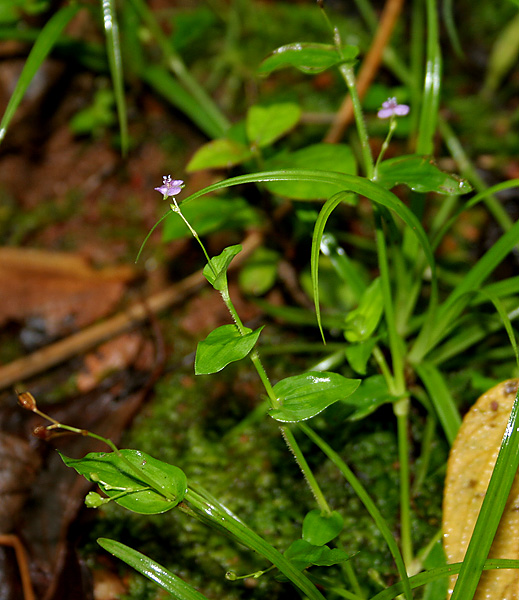